# Aappi
Aappi [ˈaːpːi] (nach alter Rechtschreibung Áipe) ist eine wüst gefallene grönländische Siedlung im Distrikt Upernavik in der Avannaata Kommunia.

## Lage
Aappi befindet sich im Südwesten einer kleinen gleichnamigen Insel im Fjord Ikeq (Upernavik Isfjord). Der nächstgelegene Ort ist Aappilattoq elf Kilometer südlich.

## Geschichte
Es ist überliefert, dass Aappi ein guter Jagdplatz war, aber dies änderte, als in den 1880er Jahren Tussaaq gegründet wurde. Ab 1911 gehörte Aappi zur Gemeinde Aappilattoq. 1918 hatte Aappi 25 Einwohner, die in drei Häusern lebten. Von ihnen waren fünf als Jäger und zwei als Fischer tätig. Die Bewohner lebten in großer Armut. Mitte der 1920er Jahre wurde der Wohnplatz aufgegeben.